# Oreophysa
Genre
Oreophysa est un genre de plantes à fleurs dicotylédones de la famille des Fabaceae, sous-famille des Faboideae, originaire d'Iran, qui compte deux espèces acceptées.

## Liste d'espèces
Selon The Plant List (6 octobre 2018) :
- Oreophysa microphylla (Jaub. & Spach) Browicz
- Oreophysa triphylla (Bunge ex Boiss.) Bornm.